# Konduktor

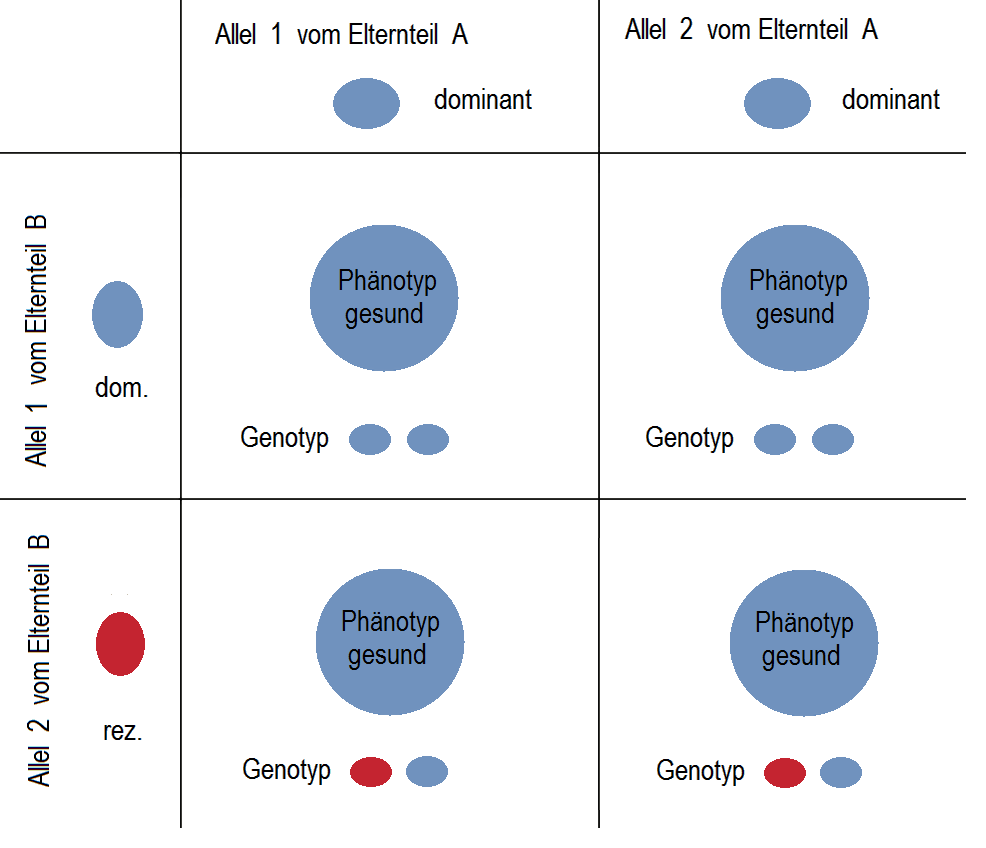
Erbschema: Wenn der andere Elternteil die betreffende rezessive Erbanlage nicht hat, tritt sie bei den Kindern nicht in Erscheinung, aber 50 % davon werden Konduktoren.

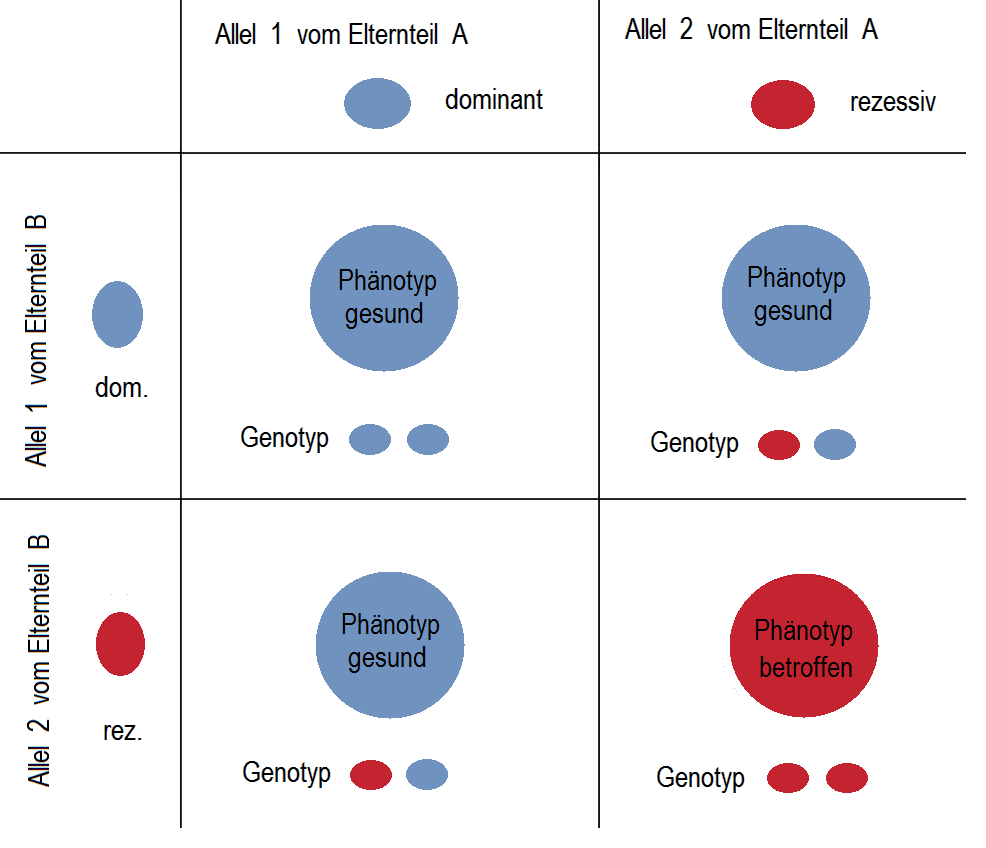
Hier sind beide Eltern Konduktoren. 25 % der Nachkommen tragen das Merkmal im Phänotyp und 50 % werden Konduktoren.

Ein Konduktor (Überträger oder Anlageträger) für ein bestimmtes Merkmal ist ein Individuum, das die Erbanlage für eine Eigenschaft trägt, ohne dass es selbst diese Eigenschaft aufweist. Häufig wird auch die englische Bezeichnung Carrier verwendet. Als Konduktor bezeichnet man ein Lebewesen mit einem rezessiven Allel, das bei ihm als heterozygotem Träger der Erbanlage phänotypisch nicht in Erscheinung tritt, jedoch von ihm an die folgende Generation vererbt werden kann.

## Konduktoren in autosomalen Erbgängen
Konduktoren gibt es u. a. bei autosomalen dominant-rezessiven Erbgängen, also solchen Erbgängen, bei denen die Ausprägung eines bestimmten Merkmals gegenüber einem anderen zurücktritt, also rezessiv ist (von lat. recedere sich zurückziehen). Dasjenige Merkmal, das stattdessen zur Ausprägung kommt, nennt man dominant. Hat ein Individuum sowohl eine Erbanlage für die dominante Ausprägung als auch eine Erbanlage für die rezessive Ausprägung eines Merkmals, setzt sich die dominante Ausprägung durch. Das Erscheinungsbild (Phänotyp) des Individuums entspricht dann der dominanten Erbanlage. Eine dominant-rezessive Vererbung wird dadurch möglich, dass die Individuen der meisten Arten (darunter alle höheren Tiere und Pflanzen) von den meisten Erbanlagen für ein Merkmal jeweils zwei Allele besitzen, weil die Chromosomen in den Zellkernen meistens paarweise vorliegen (diploid).
Bei einem Individuum, das mischerbig (heterozygot) ist, also die Erbanlagen für die dominante und für die rezessive Ausprägung besitzt, ist äußerlich nicht erkenntlich, dass es auch die rezessive Erbanlage besitzt. Ein solches Individuum nennt man Konduktor. Wenn dieses Individuum aber Nachkommen hat, kann die rezessive Ausprägung zum Vorschein kommen. Das passiert dann, wenn der Nachkomme von beiden Eltern jeweils das rezessive Allel erhält, also kein dominantes Allel besitzt, durch das die rezessive Erbanlage überdeckt würde. Konduktoren können gesunde rezessive Erbeigenschaften vererben oder autosomal rezessive Erbkrankheiten. Eine rezessive Erbanlage kann phänotypisch nur dann in Erscheinung treten, wenn zwei Konduktoren zusammen Nachkommen zeugen. Dann werden nach der Mendelschen Spaltungsregel durchschnittlich 25 % homozygot und somit Merkmalsträger bzw. Betroffene.

## Konduktoren in gonosomalen Erbgängen

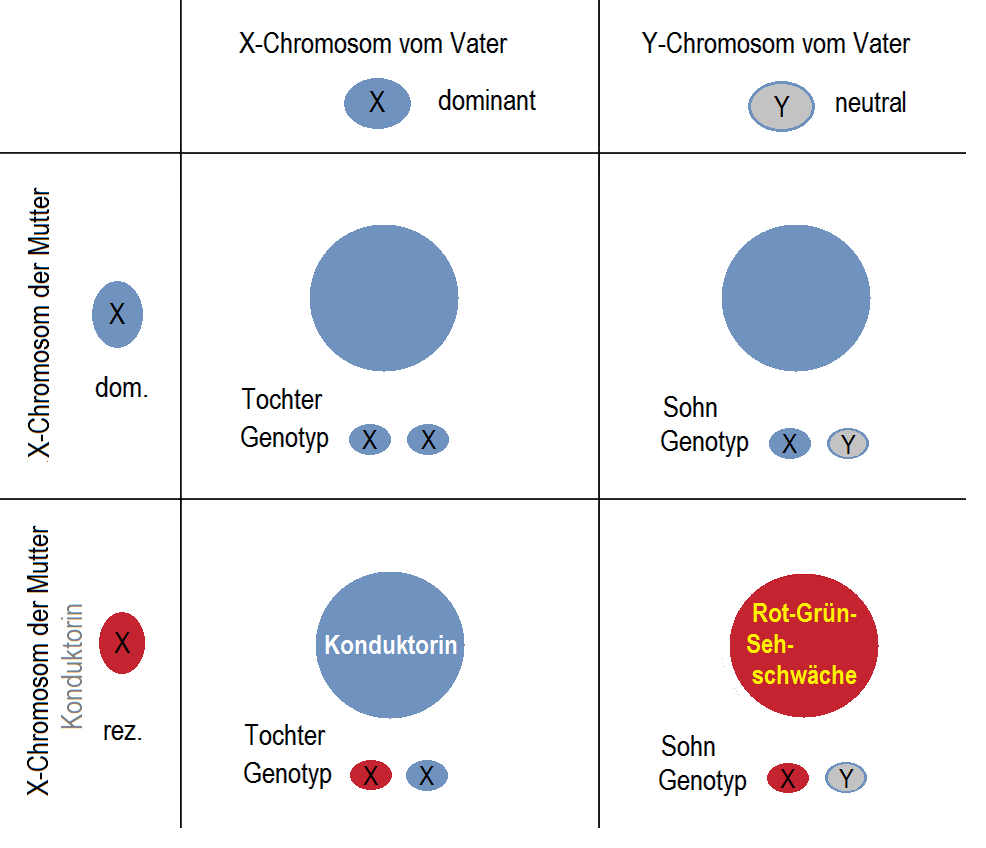
Erbschema: Die Mutter (links) ist Konduktorin der rezessiven Erbanlage für Rot-Grün-Sehschwäche. Das Y-Chromosom vom Vater (oben) kann dem nichts entgegensetzen. Das auf dem X-Chromosom vom Vater liegende gesunde Allel hingegen kann bei einer Tochter für Ausgleich sorgen. Sie hat ein normales Farbensehen, ist aber Konduktorin. Das gleiche Erbschema gilt für die Hämophilie.

Auch bei den gonosomalen Erbgängen werden von Konduktoren nur rezessive Erbanlagen weitergegeben. Besonders häufig wird der Begriff Konduktor in der Humangenetik verwendet, wenn von Erbgängen die Rede ist, bei denen das Merkmal auf dem weiblichen Geschlechtschromosom, auf dem X-Chromosom liegt (X-chromosomaler Erbgang). Die Konduktoren sind hier immer Frauen (Gonosomen XX) und werden deshalb als Konduktorinnen bezeichnet. Männer (Gonosomen XY) können in solchen Erbgängen kein Konduktor sein, weil sie nur ein X-Chromosom besitzen und ihre beiden Geschlechtschromosomen deshalb kein wirklich homologes Chromosom haben. Deshalb liegt die Erbanlage für das Merkmal nicht zweifach vor. Wenn ein Mann eine an sich rezessive Erbanlage auf seinem X-Chromosom hat, nennt man das hemizygot und diese Erbanlage kommt bei ihm phänotypisch zur Ausprägung. Auch eine an sich rezessive Erbanlage auf seinem Y-Chromosom – ebenfalls hemizygot – kann zur Ausprägung kommen, da es kein homologes Chromosom mit einem entsprechenden Allel gibt, das sie überlagern könnte. Wenn jedoch zu einem genetischen Merkmal auf dem Y-Chromosom überhaupt keine Erbinformation vorhanden ist, ist die Wirkung des Y-Chromosoms neutral und eine an sich rezessive Erbanlage auf seinem X-Chromosom kann nun allein zur vollen Ausprägung kommen.
Frauen haben im Gegensatz dazu zwei homologe Geschlechtschromosomen (XX). Sie können heterozygot die rezessive und die dominante Erbanlage besitzen und somit Konduktorin sein. Beispiele für ein Merkmal, das auf diese Weise über das X-Chromosom vererbt wird, sind die Rot-Grün-Sehschwäche und die häufigste erbliche Form der Bluterkrankheit (Hämophilie). Männer sind davon sehr viel häufiger betroffen als Frauen.

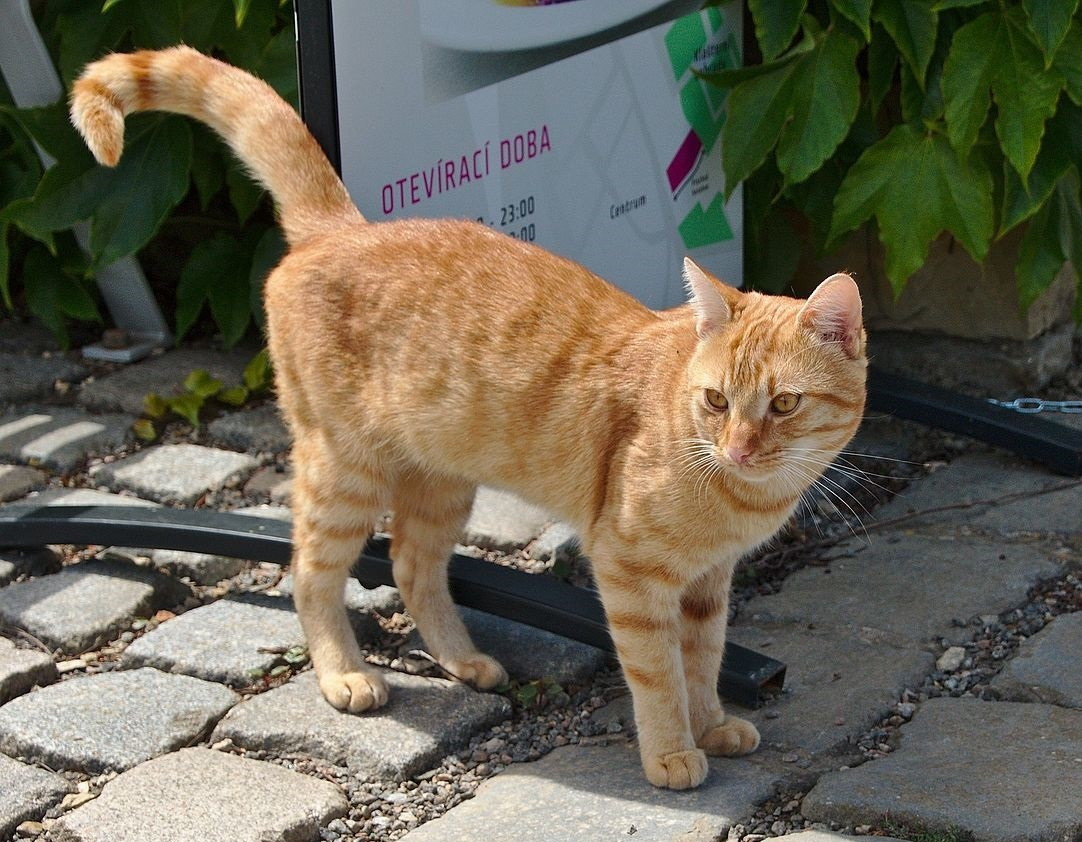
Kater orange beim Markieren

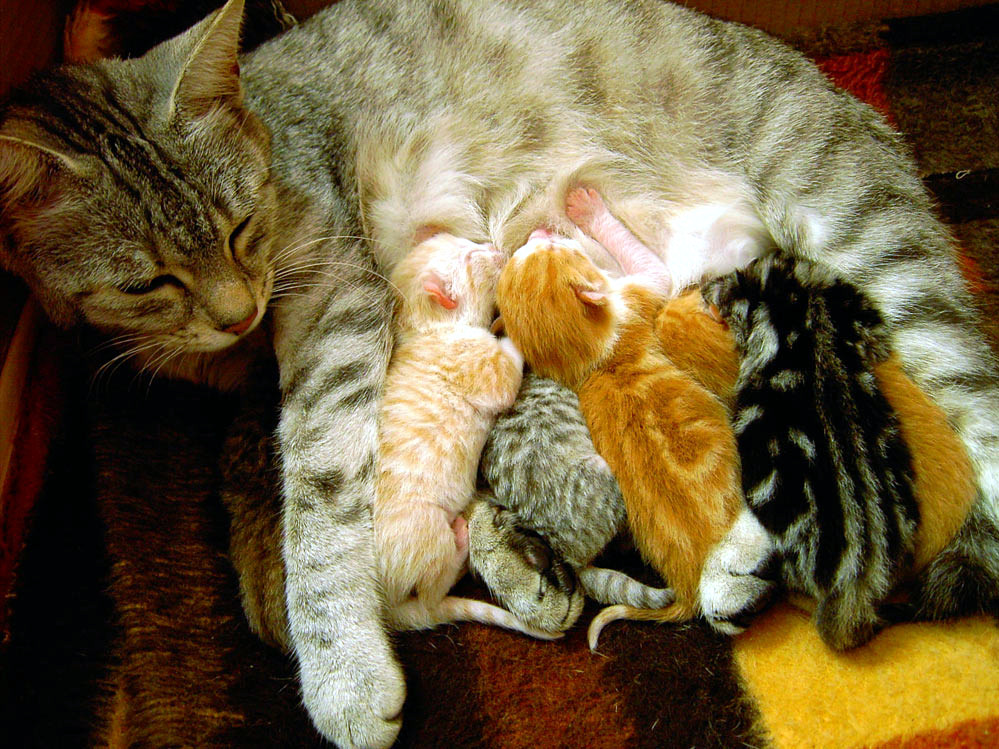
Heterozygote Kätzin mit Welpen

Ein Beispiel aus der Tierwelt für X-chromosomale rezessive Vererbung ist das Allel für oranges Fell bei Hauskatzen. Hier gibt es ein rezessives Allel für orangefarbenes Fell auf dem X-Chromosom, weshalb orange Exemplare meistens Kater sind. Die Kater sind hemizygot und somit reinerbig in Bezug auf die Erbanlage für orange. Bei den weiblichen Katzen prägen nur diejenigen mit homozygotem Genotyp die orange Fellfarbe im Phänotyp aus (siehe X-chromosomaler Erbgang).
Daneben sind auch sehr seltene gonosomal-dominante Erbgänge bekannt. Für solche gibt es jedoch keine Konduktoren, da Menschen und Tiere mit einer dominanten Erbanlage das Merkmal in jedem Falle phänotypisch ausprägen.